# 사량중학교
사량중학교(蛇梁中學校)는 대한민국 경상남도 통영시 사량면 금평리에 있는 공립 중학교이다.

## 학교 연혁
- 1970년 11월 18일 : 통영중학교 사량분교(3학급) 인가
- 1971년 3월 4일 : 3교실 준공, 개교 및 입학식
- 1971년 12월 27일 : 사량중학교 인가(6학급)
- 1998년 3월 1일 : 3학급 승인 인가
- 2023년 2월 10일 : 2022학년도 제50회 졸업식(여 2명)
- 2023년 3월 2일 : 2023학년도 입학식(입학생 1명)
- 2023년 9월 1일 : 제31대 이갑식 교장 취임

## 참고 자료
- 사량중학교 - 한국교육학술정보원 학교알리미